# Deshidratación
En fisiología, la deshidratación es la alteración o falta de agua y sales minerales en el plasma de un cuerpo, también se puede definir como la pérdida de agua corporal por encima del 3 %. Puede producirse por estar en una situación de mucho calor (sobre todo si hay mucha humedad), ejercicio intenso, falta de bebida o una combinación de estos factores. También ocurre en aquellas enfermedades donde está alterado el balance hidroelectrolítico. 
Para evitarla se debe beber agua o bebidas isotónicas como la limonada. No es muy recomendable tomar bebidas muy azucaradas, como las de cola, o por lo menos es aconsejable alternarlas con agua.
Esta deshidratación más leve se produce incluso aunque se tenga toda el agua que se quiera. Se denomina deshidratación voluntaria. La deshidratación voluntaria se reduce o incluso se elimina por completo con las bebidas isotónicas.
Aunque se pensaba que era mejor beber tragos cortos, ahora se recomienda beber tragos grandes, porque se absorbe más rápido.[cita requerida] La causa es que un volumen grande en el estómago acelera el vaciado gástrico. De todos modos, el agua en el estómago no debe molestar durante el ejercicio.
Los síntomas de la deshidratación, aparte de la sequedad de las mucosas que provoca la sed, pueden ser: náuseas, falta de fuerza o disminución del rendimiento, fatiga mental y física, y el hecho de que, al pellizcar la piel sin clavar la uña, se queda la marca.
Para disminuir la cantidad de agua eliminada, los riñones concentran más la orina, e incluso la que se encuentra en la vejiga se puede reconcentrar aún más.
La orina se puede concentrar hasta producir solo 500 ml al día, pero su producción no decrece; la sudoración puede suponer una mayor pérdida de agua que la orina.
La deshidratación desaparece rápidamente, gran parte de sus síntomas desaparecen en media o una hora después de beber agua sin ninguna limitación, incluso con deshidrataciones de hasta el 10 por ciento del peso corporal.

## Etiología
Una causa habitual de deshidratación en los adolescentes son las enfermedades gastrointestinales, las cuales pueden ser infecciosas o no infecciosas. En las infecciosas pueden actuar virus, bacterias, parásitos, hongos y organismos saprófitos, los cuales desencadenan situaciones de alto riesgo. Algunos ejemplos: bacterias como E. coli, Yersinia, Shigella, parásitos como la Giardia lamblia o la Entamoeba histolytica (amibas), hongos como Candida albicans (pueden ser mixtas: combinación de hongos y parásitos) y por saprofitos que provocan que se rompa el equilibrio a nivel intestinal.
Las enfermedades no infecciosas pueden ser causadas por malas técnicas alimenticias, como es el caso de la mala ablactación. Las metabólicas se deben principalmente a problemas tiroideos, por intolerancia a la lactosa (a los azúcares de la leche); puede ser de nacimiento o adquirida que se da por irritación intestinal. Ésta puede ser sustituida por proteicos no lácteos como la leche de soya, y por medicamentos como los antibióticos que, al ser mal usados por un tiempo prolongado, desencadenan una diarrea. Esto hace perder mucha agua, ya que además suele ir acompañada de vómitos. También puede provocarse deshidratación con el exceso de ejercicio físico, sobre todo si no se repone el agua y los electrolitos que se consumen, aunque es muy poco habitual llegar siquiera al nivel de la deshidratación moderada mientras se hace deporte u otra actividad física normal al aire libre.
Algunos atletas se deshidratan a propósito para perder peso rápidamente antes de una gran competición o de un acontecimiento deportivo importante, sudando en saunas o utilizando laxantes o diuréticos, lo que aumenta el número y la intensidad de las evacuaciones. Pero estas prácticas son mucho más nocivas que buenas. Los atletas que las utilizan se sienten más débiles, lo que repercute desfavorablemente sobre su rendimiento, y además pueden provocar problemas mucho más graves, como anomalías en los niveles de sodio y potasio del organismo. Estos cambios, a su vez, pueden ocasionar problemas en el ritmo cardíaco.
El hecho de ponerse a dieta también puede mermar considerablemente las reservas de agua de una persona. No son confiables los tratamientos médicos que hacen énfasis en dietas secas como una forma rápida de perder peso.

## Cuadro clínico
Los síntomas de la deshidratación pueden incluir dolores de cabeza, similares a los experimentados durante una resaca, un repentino episodio de nieve visual, disminución de la presión sanguínea, vértigo y desvanecimiento al ponerse de pie debido a una hipotensión ortostática. Si no se da tratamiento, pueden aparecer delirios, inconsciencia y, en casos extremos, la muerte.
Los síntomas de la deshidratación son perceptibles después de haber perdido un 3 % del volumen de agua. Inicialmente aparece la sed y el malestar, posiblemente acompañado de pérdida de apetito y piel seca. Los atletas pueden sufrir una pérdida que aumenta en un 30 por ciento, aparece rubor, se pierde resistencia, aumenta el pulso cardíaco, aumenta la temperatura corporal, y rápidamente aparece la fatiga.

### Síntomas
- Sed intensa
- Dolor abdominal, de columna, cefalea o en las extremidades
- Náuseas
- Movimientos lentos del cuerpo
- Fatiga
- Respiración por la boca
- Labios y mucosas secas
- Piel seca y arrugada
- Ausencia de sudoración
- Orina concentrada
- fontanela o mollera hundida
- ojos hundidos
- aumenta el pulso y la respiración
- sopor y endurecimiento
- signo  de pliegue subcutáneo positivo
- mareo, confusión
- coma
- llanto sin lágrimas

### Grados de deshidratación
- Los síntomas de la deshidratación leve incluyen sed, disminución del volumen de la orina, la cual se vuelve más oscura de lo normal; cansancio sin motivo aparente, escasez de lágrimas al llorar, dolor de cabeza, boca seca y vértigo al ponerse de pie (hipotensión ortostática).
- En una deshidratación moderada puede no producirse orina. Otros síntomas de este estado incluyen letargo y somnolencia, ataques; en los bebés se observa un hundimiento de las fontanelas, desvanecimiento y ojos hundidos.
- Los síntomas se vuelven cada vez más graves con mayor pérdida de agua. La frecuencia cardíaca y la frecuencia respiratoria empiezan a aumentar para compensar la disminución del volumen del plasma sanguíneo y de la presión arterial. A su vez, la temperatura corporal puede aumentar debido a una disminución de la sudoración. Al perder alrededor de un 5 o un 6 por ciento de agua, el individuo se muestra somnoliento, puede tener dolores de cabeza, náuseas y hormigueo en algún miembro. Si se pierde de un 10 a un 15 por ciento del agua corporal, los músculos se vuelven espásticos, la piel se seca y se arruga, la vista se vuelve turbia, el volumen de orina se reduce considerablemente y la micción puede resultar dolorosa, y se empieza a delirar. Más de un 15 por ciento de pérdida suele ser mortal. En ocasiones la aparición de todos estos acontecimientos puede tardar más de un día.
- La muerte por deshidratación puede ocurrir en un lapso de 3 a 4 días.

### Factores de riesgo
Cualquiera puede sufrir deshidratación. Sin embargo, ciertas personas están en mayor riesgo.
- Bebés y niños: ellos son los más propensos a experimentar diarrea y vómitos severos y estar vulnerables a la deshidratación. También pueden perder una gran parte de sus fluidos debido a fiebres altas y quemaduras.
- Adultos mayores: al envejecer, la reserva de fluidos corporales se vuelve menor. La habilidad para conservar agua se reduce y la sensación de sed es menos aguda. Estas manifestaciones a menudo se deben a enfermedades crónicas como diabetes y demencia y al uso de ciertos medicamentos.
- Personas con enfermedades crónicas: tener diabetes descontrolada o sin tratar pone a una persona en gran riesgo de deshidratación. La enfermedad renal también incrementa el riesgo, de igual forma los medicamentos que incrementan la orina. Incluso el resfriado o dolor de garganta provocan que una persona sea más susceptible a la deshidratación, debido a que le puede doler a la hora de tragar.
- Personas que trabajan o se ejercitan fuera de casa: cuando el clima está caliente y húmedo, el riesgo de deshidratación y golpe de calor incrementa. Cuando el aire es húmedo, el sudor no puede evaporarse y enfriar rápidamente a una persona como normalmente ocurre. Esto conlleva al aumento de temperatura corporal y a la necesidad de más fluidos.[1]

## Tratamiento

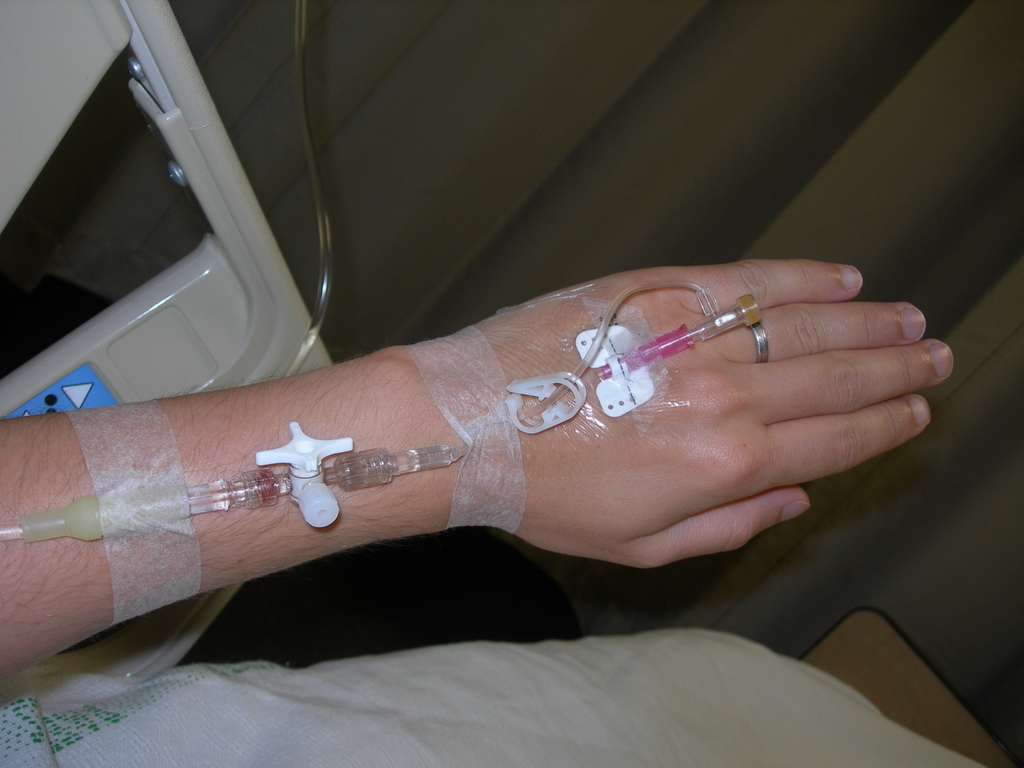
Rehidratando por vía intravenosa.

Para tratar la deshidratación, es preciso restablecer el adecuado equilibrio hídrico en el organismo. Pero primero es necesario reconocer el problema. La sed es el mejor y primer indicador de deshidratación potencial. A pesar de que la sed es un indicador de deshidratación, no se trata de un signo de alarma temprano. Cuando se experimenta sed, es posible que ya haya deshidratación. Otros síntomas de deshidratación son:
- Sentirte mareado o inestabilidad, como si se fuera la cabeza.
- Tener la boca seca o pegajosa.
- Orinar menos y orinar más oscuro.

Al tratarse de un trastorno progresivo, una persona se va encontrando mucho peor a medida que la deshidratación va afectando a más sistemas corporales y a más órganos.
- No suspender la leche, ni diluirla, usar azúcar en lugar de edulcorantes dietéticos.
- Dar abundantes líquidos: agua hervida, caldos caseros.
- Suspender bebidas gaseosas, jugos envasados, o alimentos preparados o conservados fuera de casa.
- Continuar con la alimentación habitual, para prevenir la desnutrición.
- No se debe suspender los alimentos sólidos. Los primeros días, ofrecer alimentos en pequeñas porciones 6 veces al día. Los alimentos deben estar bien cocidos, evitar verduras crudas.
- Si el niño vomita, ofrecer líquidos en pequeñas cantidades.

## Profilaxis
La forma más fácil de evitar la deshidratación es beber mucho líquido, sobre todo en los días calurosos, secos y/o ventosos. Esto puede implicar beber entre 6 y 8 vasos (entre 1,5 y 2 litros) diariamente para algunas personas, según cuánta agua obtienen a través de los alimentos y cuánto sudan a consecuencia de la actividad física que realizan. Hay que recordar que el beber agua no añade calorías a la dieta y es definitivamente muy bueno para la salud.
Si se tiene pensado pasar mucho tiempo al aire libre en un día caluroso, será conveniente usar ropa adecuada para la actividad que se vaya a desarrollar: prendas holgadas y un gorro, si es posible. Así se generará sensación de frescura. Si hay mareos, sensación de que se va la cabeza o mucha sed, será necesario descansar durante varios minutos, sentarse a la sombra o en un lugar fresco y beber agua.
Si se va a practicar algún deporte o a participar en una actividad física agotadora, será necesario hidratarse bien bebiendo algo de líquido antes de iniciar la actividad. También, beber a intervalos regulares (cada 20 minutos, aproximadamente) durante la actividad y al finalizarla. El mejor momento para entrenar o hacer deporte es a primera hora de la mañana o a última de la tarde para evitar las horas más calurosas del día.
Si hay una infección estomacal o intestinal intensa, probablemente se perderá el apetito y las ganas de consumir líquidos. Será necesario, entonces, dar pequeños sorbos de líquido frecuentemente. Algunas personas toleran mejor chupar cubitos de hielo.
El hecho de no consumir bebidas que contengan cafeína, como el café, el té y los refrescos de cola, puede ayudar a evitar la deshidratación. La cafeína es diurética (es decir, aumenta la producción de orina).